# Matthew Needham
Matthew Needham (Kingston upon Thames, 13 de abril de 1984) é um ator britânico. Na televisão, ele apareceu em séries como Casualty, Endeavor e Sanditon. Needham ganhou destaque em 2022 ao interpreta Larys Strong, personagem regular na série de fantasia da HBO, House of the Dragon, onde recebeu elogios da crítica. Ele também apareceu no filme de Ridley Scott, Napoleão (2023).

## Biografia
Ele se formou como Bacharel em Atuação pela London Academy of Music and Dramatic Art em 2007.
Needham já se apresentou no palco para a Royal Shakespeare Company, Royal Court Theatre, Royal National Theatre, Almeida Theatre e Shakespeare's Globe. Ele foi indicado ao Prêmio Ian Charleson de 2011.
Em 2015, Needham estrelou o curta-metragem Stutterer, escrito e dirigido por Benjamin Cleary e produzido por Serena Armitage e Shan Christopher Ogilvie. O filme ganhou o prêmio de Melhor Curta-Metragem Live Action no 88º Oscar.
Em janeiro de 2017, ele apareceu no episódio 2 da quarta temporada da série dramática Endeavor da I
TV, "Canticle", no papel de Dudley Cavan. Em março de 2017, ele interpretou Stanley Kowalski na produda  da BBC Radio 3 de A Streetcar Named Desire de Tennessee Will.ms .
Needham interpretou o Sr. Crowe na primeira temporada do drama de época da ITV, Sanditon. A partir de 2022, ele começou a interpretar Larys Strong na série de fantasia da HBO, House of the Dragon. 

## Filmografia

### Cinema
| Ano  | Título                                    | Papel             | Notas                                                                 |
| ---- | ----------------------------------------- | ----------------- | --------------------------------------------------------------------- |
| 2015 | Shakespeare's Globe: Titus Andronicus     | Saturnino         | Versão filmada do show no The Globe                                   |
| 2015 | Shakespeare's Globe: The Comedy of Errors | Antífolo de Éfeso | Versão filmada do show no The Globe                                   |
| 2015 | Stutterer                                 | Greenwood Carsen  | Ganhou o prêmio de melhor curta-metragem de ação ao vivo no 88º Oscar |
| 2017 | The Ritual                                | Viciado           |                                                                       |
| 2023 | Napoleão                                  | Lucien Bonaparte  |                                                                       |

### Televisão
| Ano           | Título              | Papel         | Notas                         |
| ------------- | ------------------- | ------------- | ----------------------------- |
| 2007–2009     | Casualty            | Toby da Silva | Papel principal, 61 episódios |
| 2010          | Sherlock            | Bezza         | 1 episódio                    |
| 2011          | Monroe              | David Foster  | 1 episódio                    |
| 2016          | The Hollow Crown    | Basset        | 2 episódios                   |
| 2017          | Endeavour           | Dudley Jessop | 1 episódio                    |
| 2018          | Doctors             | Kieran Barnes | 1 episódio                    |
| 2019          | Chernobyl           | Dmitri        | 1 episódio                    |
| 2019          | Sanditon            | Senhor Crowe  | 7 episódios                   |
| 2021          | Doctor Who          | Enxame Antigo | 2 episódios                   |
| 2023          | Great Expectations  | Senhor Drummi | Minissérie de TV, 4 episódios |
| 2022–presente | House of the Dragon | Larys Strong  | Papel principal, 5 episódios  |

### Teatro[7]
| Ano  | Título              | Papel                     | Notas                            |
| ---- | ------------------- | ------------------------- | -------------------------------- |
| 2009 | Shades              | Mark                      | Teatro da Corte Real             |
| 2009 | Titus Andronicus    | Noah                      | Teatro do Festival de Chichester |
| 2013 | Titus Andronicus    | Lucius                    | Companhia Real de Shakespeare    |
| 2013 | Candide             | Candide                   | Companhia Real de Shakespeare    |
| 2015 | Titus Andronicus    | Saturninus                | O Globo                          |
| 2015 | The Jew of Malta    | Pilia Borza               | Companhia Real de Shakespeare    |
| 2017 | The Twilight Zone   | Perry/Stockton/Harrington | Teatro Almeida                   |
| 2018 | Summer and Smoke    | John Buchanan             | Teatro Almeida                   |
| 2019 | Torch Song Triology | Arnald                    | Teatro da Turbina                |